# Australian Film Institute Awards
Os Australian Academy of Cinema and Television Arts Awards (também conhecidos como AACTA Awards) são prêmios por mérito apresentados anualmente pelo Australian Film Institute. A premiação é destinada para os profissionais da indústria de cinema e televisão, inclundo diretores, atores e roteiristas.
A premiação foi iniciada em 1958, e contou com 30 nomeações, em seis categorias sobre filmes; foi expandida em 1986, para premiar também a televisão.

## Apresentadores
- 1997: Hugh Jackman
- 1998: Mary Coustas
- 1999 - 2000: Jonathan Biggins
- 2001: Sigrid Thornton, John Doyle e Greig Pickhaver
- 2002: Paul McDermott
- 2003: Tony Squires
- 2004: Peter Berner
- 2005: Russell Crowe
- 2006 - 2007: Geoffrey Rush
- 2008: Stephen Curry
- 2009: Julia Zemiro
- 2010: Shane Jacobson
- 2011: Geoffrey Rush, Rachael Taylor, Richard Wilkins e Julia Morris